# Didier Ahadsi

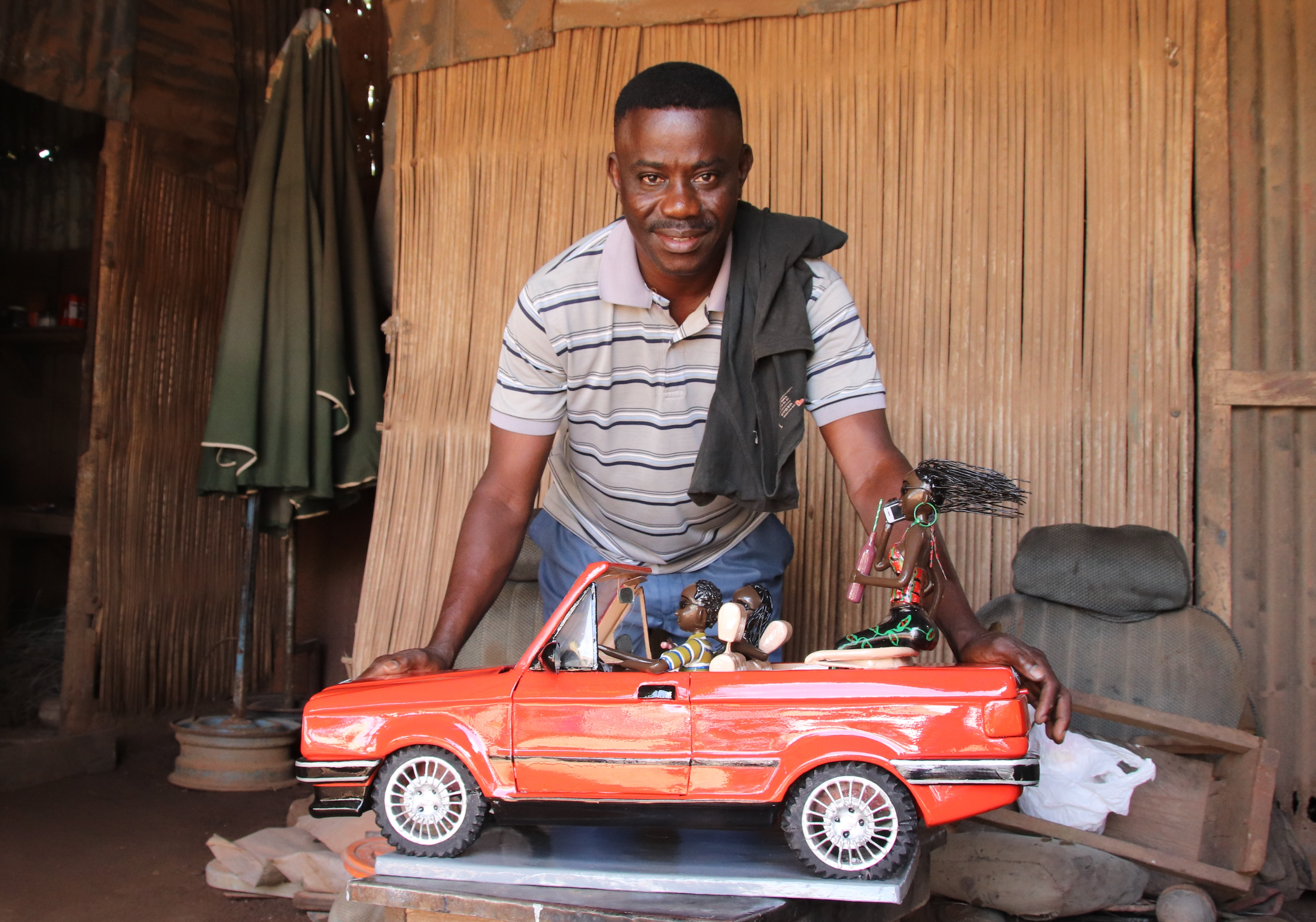
Didier Ahadsi in seinem Atelier in Togo.

Didier Amevi Ahadsi (* 23. Mai 1970 in Vogan) ist ein zeitgenössischer Kunsthandwerker aus Togo.

## Biographie
Ahadsi gehört dem Volk der Ewe an und wuchs mit drei Halbbrüdern sowie vier Halbschwestern in Vogan, einer Stadt nördlich der togolesischen Hauptstadt Lomé, auf. Sein Umfeld war geprägt von Landwirtschaft, Voodoo-Kult und dem Christentum.
Während seiner Primarschulzeit begann Ahadsi mit handwerklichen Arbeiten aus Dosenblech. Als Jugendlicher bastelte er Spielsachen aus weggeworfenen Konservendosen und verkaufte sie auf dem Wochenmarkt in Vogan. Sein Onkel erkannte das Talent von Ahadsi und ließ ihn in seiner Werkstatt für Autoreparaturen in Lomé arbeiten. Ahadsi erlernte den Beruf des Karosseriebauers mit Diplom. Nach der Arbeit in verschiedenen Werkstätten gründete er eine eigene Werkstatt. Da sie jedoch nicht gut lief, griff Ahadsi auf seine autodidaktisch angeeignete Kunst der Blechfiguren zurück. Statt Blechdosen verwendet er heute jedoch hochwertige Karosseriebleche.
Heute stoßen die von Ahadsi hergestellten Objekte, darunter seine Figuren, auf internationale Nachfrage. Ahadsi stellt in europäischen Galerien aus und findet auch in Japan eine Anhängerschaft. So soll der japanische Designer Issey Miyake eine größere Sammlung von Ahadsis Werken besitzen.

## Werk
In seinen Werken stellt Ahadsi Szenen aus dem afrikanischen Leben dar. Häufig werden dabei von ihm Menschen bei der Arbeit gezeigt. Allerdings thematisiert er auch sexuelle Themen wie öffentlichen Geschlechtsverkehr, Voyeurismus und Seitensprünge. Zudem übt er auch Kritik an den Zuständen in seiner Heimat, beispielsweise dem Gesundheitssystem. So zeigt sein Werk Maternité (deutsch: Mutterschaft) eine hochschwangere Frau, die von ihrem Partner auf einem Fahrrad in das 45 Kilometer entfernte Krankenhaus gefahren wird.

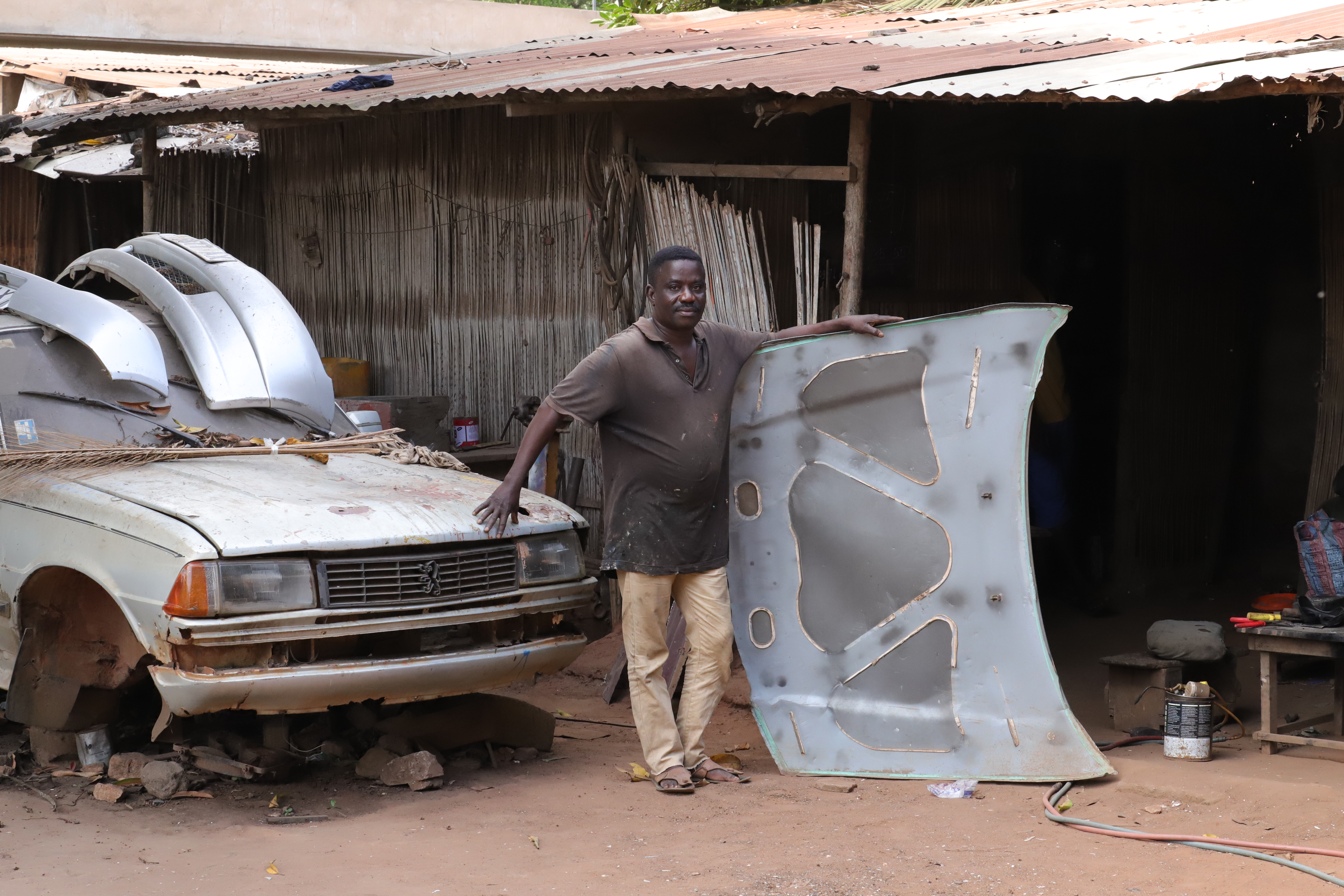
Didier Ahadsi kreiert aus alten Autobestandteilen lebendig wirkende Kunstobjekte
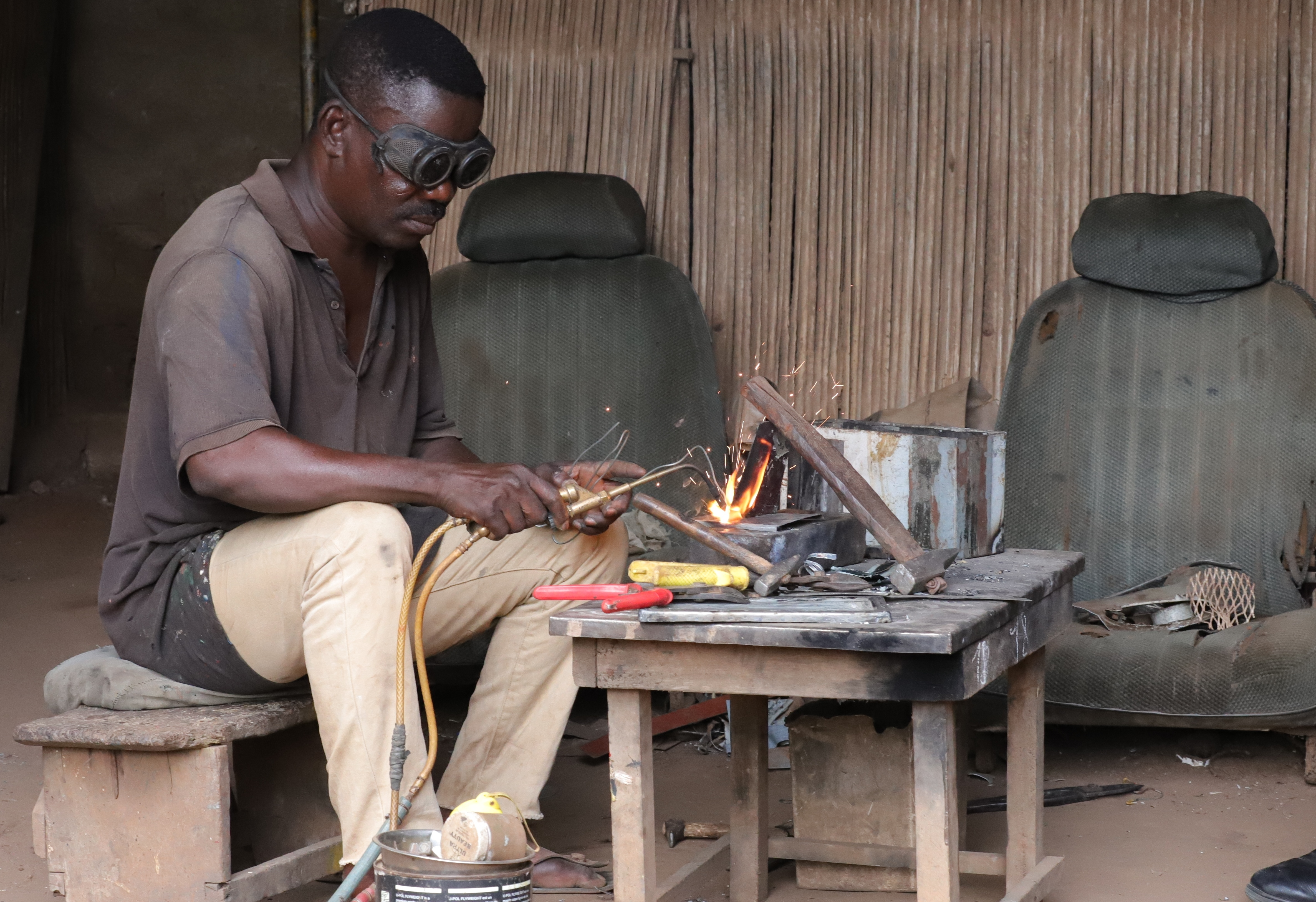
Didier Ahadsi bei der Arbeit
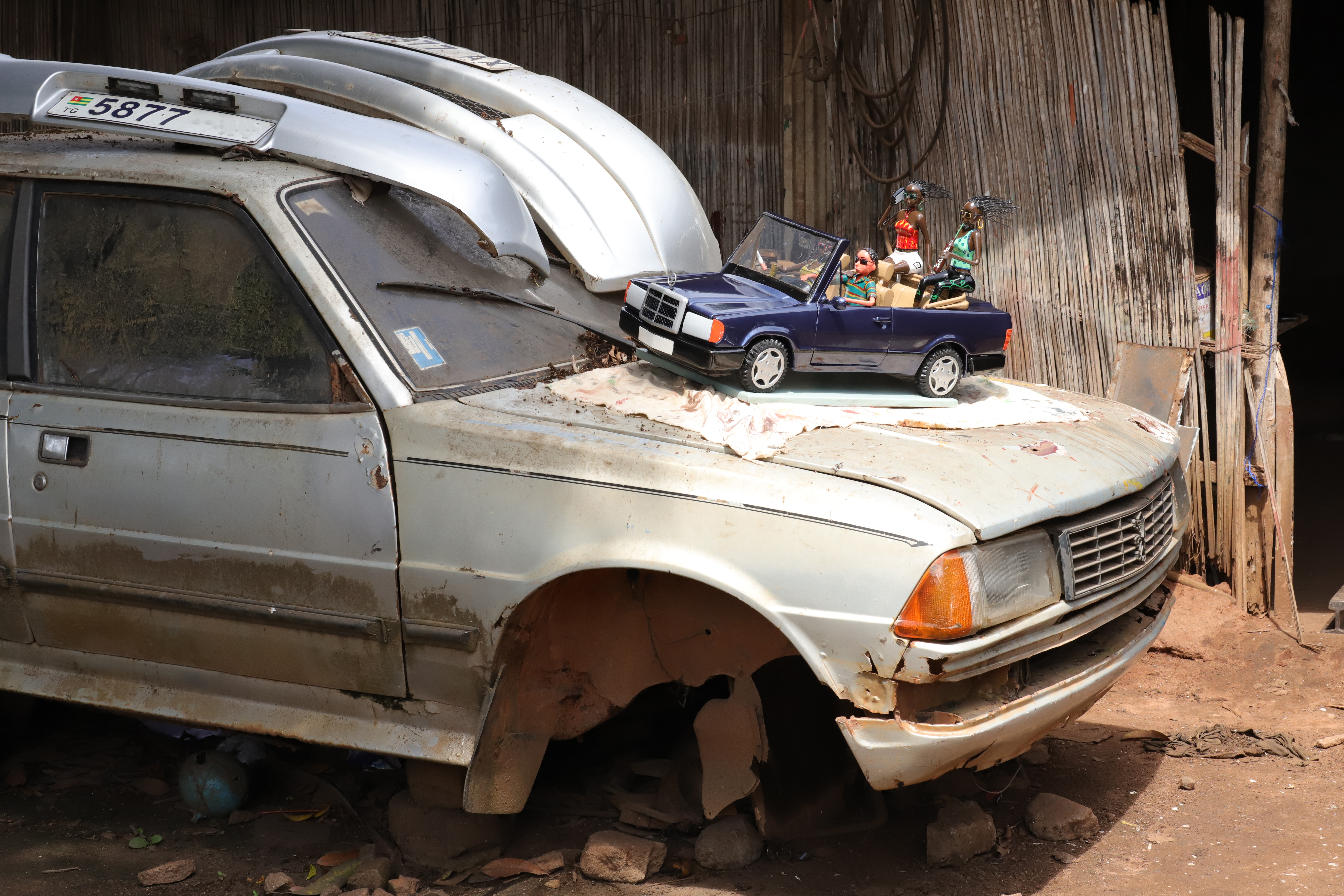
Im Atelier von Didier Ahadsi
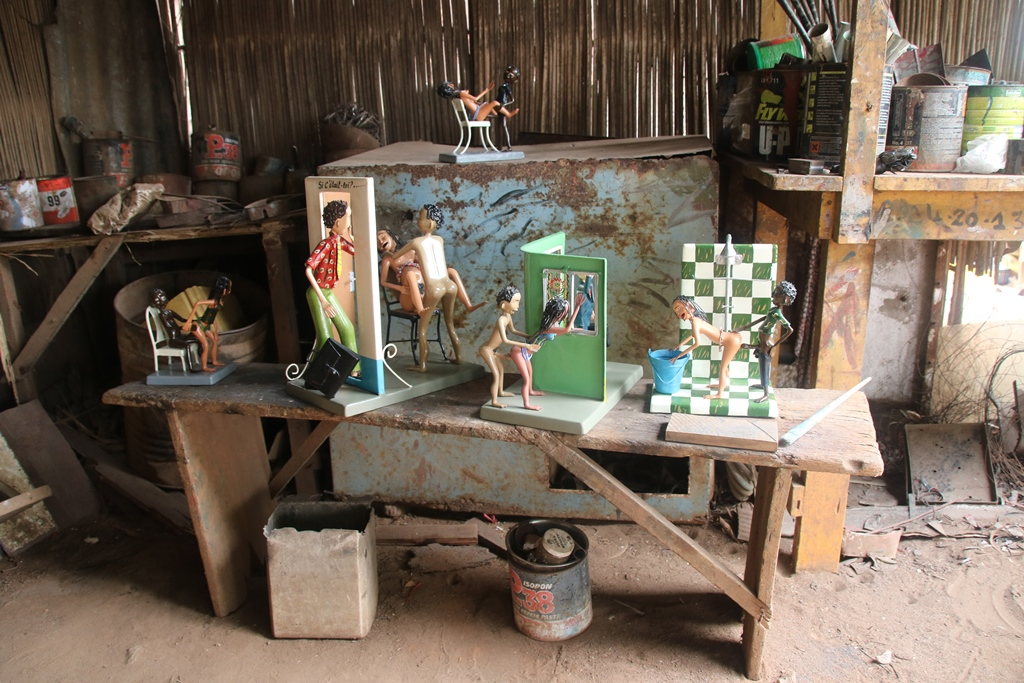
Atelier Ahadsis in Lomé, Togo

## Ausstellungen (Auswahl)
- 2007: Togo direkt. Didier A. Ahadsi. Aus der Sammlung Karl-Heinz Krieg, Völkerkundesammlung der Hansestadt Lübeck[2]
- 2008: Didier Ahadsi, Industriemuseum Freudenthaler Sensenhammer[2]
- 2013: AFRIKA HEUTE!, Museum der Völker (Sammelausstellung)[4]
- 2015: Africa’s Top Models, Museum für Völkerkunde Hamburg (Sammelausstellung)[5][6]

## Sammlungen (Auswahl)
- Bwoom Contemporary[7]
- Hannover Gallery[8]
- Indigo Arts Gallery[9]
- Rautenstrauch-Joest-Museum[10]

## Film
Der Journalist, Fotograf und Filmemacher Gert Chesi dokumentierte das Schaffen von Ahadsi in seinem Dokumentarfilm Zeitgenössische Kunst in Afrika.